# Tipula sauteri
Tipula sauteri är en tvåvingeart som beskrevs av Dufour 1982. Tipula sauteri ingår i släktet Tipula och familjen storharkrankar. Inga underarter finns listade i Catalogue of Life.